# 英國鐵路230型柴油列車
英國鐵路230型柴油列車（英語：British Rail Class 230）是一款由英國Vivarail公司於2015年改造倫敦地鐵D78型電動列車而成的柴電列車。

## 背景
倫敦地鐵於2010年起逐步汰換在旗下四條明挖隧道路線運行的列車，其中主要行走區域線的D78型列車在被汰換時，車齡約為35年，短於原有設計壽命的50年，有英國地方人士表示有意改裝並引入D78型列車，取代在當地運行、狀況較遜色的Pacer柴油列車。
2014年，倫敦地鐵招標出售旗下的D78型列車。以奇爾特恩鐵路前主席艾德里安·舒塔（英語：Adrian Shooter）為首的VivaRail公司購得總數至少三百輛的D78型列車車廂，並將之運往位於其華威郡朗馬斯頓的廠房進行改裝。
VivaRail計劃建造共75列列車。D78型列車的鋁合金車身在改造過程中會獲得保留，而VivaRail亦會在每台設有駕駛室的車廂地台之下增設兩副福特Duratorq五氣缸引擎，作為驅動原有電動機的能量來源。據Vivarail宣稱，每輛車廂行駛一英里的耗油量為0.5公升，約為Pacer列車的一半。
新列車的TOPS車型編號於2015年確認為230。
2018年2月，VivaRail宣佈成功研發以電池驅動的230型列車。

## 銷售經過
Vivarail曾先後宣稱與競投英格蘭北部鐵路的營運商、Arriva威爾士鐵路，以及海外鐵路業者洽談引入230型列車的安排。
倫敦米德蘭於2016年宣佈計劃於其營運的高雲地利至納尼頓綫試用230型列車。同年12月，首列230型列車（230001）於該綫上進行測試時發生火警，使有關試驗計劃被取消。繼承倫敦米德蘭專營權的西密德蘭鐵路向VivaRail購買三列230型列車，行走來往布萊奇利及貝德福德的馬斯頓谷地線。該三列列車原擬於2018年12月投入服務，後因測試進程延誤，直至2019年4月起方陸續投入服務。
2017年6月，230001列車在華威郡的一個鐵路博覽會上負責接載訪客，是該款列車首度載客。VivaRail於該列車上配置不同設施，以示230型列車能夠配合英國各地不同類型的鐵路客運需要。
2018年，投得威爾斯鐵路專營權的凱奧雷斯亞美威爾斯鐵路向VivaRail訂購五列以電池驅動的230型列車，新列車擬於2019年夏季投入服務。

## 反響
鐵路、海事和運輸工人全國聯盟曾批評230型列車計劃是英國鐵路業界歧視英國北部、迫使該地區使用二手列車而不投資新列車的表現。

## 外部連結
- 製造商VivaRail公司官方網站 （页面存档备份，存于）